# Freienhagen (Waldeck)
Freienhagen is een deel van de gemeente Waldeck in het district Waldeck-Frankenberg in Hessen. In 2007 had Freienhagen 875 inwoners.
Freienhagen ligt aan de Uerdinger Linie, in het traditionele Nederduitse gebied van de dialect Westfaals. Freienhagen ligt ten zuidwesten van Kassel, tussen de dorpen Sachsenhausen en Bühle.
Van 1253 tot 1974 was Freienhagen een zelfstandige stad en later een zelfstandige gemeente.